# .cg
A .cg a Kongói Köztársaság internetes legfelső szintű tartomány kódja.Karbantartásáért az ONTP Kongó és az Interpont Svájc felelős. Minden ittlakó magánszemély ingyen regisztrálhat egy domainnevet magának. A második és ezt követőért, illetve mások által regisztrált névért fizetni kell.